# Oberonia pedicellata
Oberonia pedicellata är en orkidéart som beskrevs av Johannes Jacobus Smith. Oberonia pedicellata ingår i släktet Oberonia och familjen orkidéer. Inga underarter finns listade i Catalogue of Life.